# Garena
Garena est un développeur et éditeur de jeux en ligne basé à Singapour.
Garena distribue des titres de jeux sur Garena+ dans divers pays d'Asie du Sud-Est et dans Taiwan. Cela comprend les MOBA League of Legends et Heroes of Newerth, le jeu en ligne de football FIFA Online 3, et le jeu MOBA mobile Arena of Valor et le jeu de course mobile Speed Drifters.
En 2017, il a développé Garena Free Fire qui compte plus de 500 millions d'utilisateurs enregistrés, et avait plus de 80 millions d'utilisateurs actifs quotidiens dans le monde en mai 2020.

## Histoire
Garena a été fondée à Singapour en 2009.
En 2012, le développeur a lancé son premier produit, Garena+, un jeu en ligne et une plateforme sociale permettant aux gens de découvrir, télécharger et jouer à des jeux en ligne.
En novembre 2011, Garena a annoncé ses droits d'édition pour le jeu de tir en équipe, Firefall, en Asie du Sud-Est et à Taiwan.
En décembre 2011, Garena a annoncé sa collaboration avec le développeur de jeux en ligne, Changyou, pour éditer et exploiter le jeu d'arts martiaux 3D, Duke of Mount Deer, à Taiwan. Il s'agît du premier jeu MMORPG disponible via Garena+, combinant une histoire chinoise classique avec la dernière technologie de rendu 3D et des graphismes de qualité cinématographique. Duke of Mount Deer a été créé par plusieurs grands experts du jeu en ligne de Chine et de Corée du Sud et a acquis une grande popularité en Chine.
Toujours en décembre 2011, Forrest Li, PDG de Garena, a lancé le mode de jeu "Dominion" pour les joueurs de Garena League of Legends à Singapour et en Malaisie.
En 2014, le Rapport mondial de démarrage évalué Garena en tant que société d'internet à 1 milliard de dollars US et classé comme la plus grande société d'internet à Singapour.
En mars 2015, le Régime de retraite des enseignantes et des enseignants de l'Ontario (RREO), l'un des plus importants fonds de pension au monde, a investi dans Garena, valorisant l'entreprise à plus de 2,5 milliards de dollars américains.
En mai 2017, Garena a été renommée Sea Limited,. Cependant, Garena a été conservée en tant que nom de marque de Sea Limited (alias Sea Group).
En octobre 2017, Sea Limited a déposé un premier appel public à l'épargne à la New York Stock Exchange (NYSE) et visait à lever 1 milliard de dollars. Avant l'introduction en bourse, Tencent était le principal actionnaire de Sea Limited, pour 39,7% des actions. Il a été suivi par Blue Dolphins Venture, créé par le fondateur de Garena, Forrest Li, pour 15%. Li possédait personnellement 20% des actions et le directeur de la technologie, Gang Ye, possédait 10%.
En janvier 2020, Garena a acquis Phoenix Labs, basé à Vancouver, le développeur de Dauntless. L'acquisition n'a pas affecté les opérations de Phoenix Labs ou de Dauntless mais a aidé Garena à étendre sa présence internationale.

## Garena+
Garena+ est un jeu en ligne et une plate-forme sociale qui possède une interface similaire aux plates-formes de messagerie instantanée. Garena+ permet aux joueurs de développer des listes d'amis, de discuter avec des amis en ligne et de vérifier la progression et les réalisations du jeu. Les joueurs peuvent créer leur propre identité unique en personnalisant leur avatar ou en changeant leurs noms. Les joueurs peuvent également former des groupes ou des clans et discuter avec plusieurs joueurs simultanément via des canaux publics ou privés via Garena+, les utilisateurs utilisent également une monnaie virtuelle, Shells.
D'autres produits incluent BeeTalk et TalkTalk.

## Événements et tournois
En mai 2012, Garena a lancé la Garena Premier League (en) (GPL), une ligue de jeu professionnel en ligne d'une durée de six mois avec plus de 100 matchs à jouer. La première saison de GPL est une compétition de League of Legends qui comprend six équipes professionnelles. Les équipes sont : les Bangkok Titans, KL Hunters, Manila Eagles, Saigon Jokers, Taipei Assassins et Singapore Sentinels. Les matchs GPL sont filmés et diffusés en ligne, les téléspectateurs pouvant alors regarder  et commenter sur le site Web officiel de la GPL.
En janvier 2013, Garena a annoncé la deuxième saison de la Garena Premier League, qui commencerait le 4 janvier 2013. Garena Premier League 2013 comprend deux nouvelles équipes de Taiwan et du Vietnam, ce qui porte le nombre total d'équipes à huit. Les équipes sont: AHQ, Saigon Fantastic Five (SF5), Bangkok Titans, KL Hunters, Manila Eagles, Saigon Jokers, Taipei Assassins et Singapore Sentinels.
En novembre 2014, le Garena e-Sports Stadium, un lieu destiné à l'esport, a ouvert ses portes dans le district de Neihu, à Taipei.
En janvier 2015, Garena a lancé Iron Solari League, un tournoi féminin de League of Legends aux Philippines. C'est un événement mensuel organisé dans la seconde moitié de chaque mois. Il est ouvert aux personnes qui s'identifient comme étant du sexe féminin.
Outre les tournois compétitifs, Garena organise également des événements pour permettre aux utilisateurs de se rencontrer et de se connecter hors ligne. Cela comprend le Garena Carnival annuel tenu à Singapour et en Malaisie.

## Controverses
Le 3 février 2015, Garena eSports a annoncé des limitations du nombre de personnes gays et transgenres participant à un tournoi de League of Legends réservé aux femmes, affirmant que les participantes LGBT pouvait avoir un « avantage injuste », conduisant aux joueurs à remettre en question la décision, et le développeur de League of Legends, Riot Games a répondu que « les joueurs LGBT sont les bienvenus aux tournois officiels de LoL ». Le 4 février 2015, Garena a présenté ses excuses et a par la suite supprimé les restrictions.

## Jeux publiés
Garena fournit une plate-forme pour des jeux tels que Defense of the Ancients et Age of Empires, et édite également des jeux, comme des jeux d'arène de combat multijoueurs en ligne League of Legends, Heroes of Newerth et Black Shot pour les joueurs de la région.
Jeux publiés par Garena :
| Titre                         | Genre                      | Développeur                             | Année de lancement |
| ----------------------------- | -------------------------- | --------------------------------------- | ------------------ |
| Black Shot                    | MMOFPS                     | Vertigo Games                           | 2009               |
| Mstar                         | MMODance                   | Nurien Netmarble                        | 2009               |
| League of Legends             | MOBA                       | Riot Games                              | 2010               |
| Heroes of Newerth             | MOBA                       | Frostburn Studios                       | 2010               |
| Duke of Mount Deer            | MMORPG                     | Changyou.com                            | 2011               |
| Point Blank (en)              | MMOFPS                     | Zepetto                                 | 2012               |
| Path of Exile                 | ARPG                       | Grinding Gear Games (en)                | 2013               |
| Elsword (en)                  | MMORPG                     | KOG Studios (en)                        | 2013               |
| Firefall (en)                 | Team Shooter/ FPS          | Red 5                                   | 2014               |
| Lost Saga                     | Casual                     | IO Entertainment                        | 2015               |
| Alliance of Valiant Arms      | Team Shooter/ FPS          | Red Duck Inc. Neowiz                    | 2015               |
| Vindictus (en)                | MMORPG                     | devCAT                                  | 2015               |
| Headshot                      | FPS                        | Lightspeed Studios                      | 2016               |
| Garena Free Fire              | Battle Royale              | 111dots Studio (Viêt Nam) Omens Studios | 2017               |
| Blade & Soul                  | MMORPG                     | Team Bloodlust                          | 2017               |
| FIFA Online 4                 | Sports                     | Electronic Arts                         | 2018               |
| Ring of Elysium               | Battle Royale              | Tencent Aurora Studio                   | 2018               |
| FIFA Online 3                 | Sports                     | Electronic Arts                         | 2018               |
| Contra: Return                | Run and gun                | Tencent Konami                          | 2018               |
| TalesRunner (en)              | Sports                     | Rhaon                                   | 2018               |
| Onmyoji                       | Visual Novel/ Action       | Netease Games                           | 2018               |
| DD tank                       | Artillery                  | MMOG.asia Changyou.com                  | 2018               |
| Rising Force Online           | MMORPGs                    | CCR International                       |                    |
| SNK Heroines: Tag Team Frenzy | Fighting                   | SNK                                     | 2018               |
| Call of Duty: Mobile          | Battle Royale, Multiplayer | Activision                              | 2019               |